# Lourosa (Oliveira do Hospital)
Lourosa ist eine Gemeinde (Freguesia) im portugiesischen Kreis Oliveira do Hospital. In ihr leben 559 Einwohner (Stand 19. April 2021).
Die Kirche São Pedro (Lourosa, Oliveira do Hospital) liegt in Lourosa.